# Peter Winkelnkemper (Politiker)
Peter Winkelnkemper  (* 16. Januar 1902 in Wiedenbrück; † 21. Juni 1944 in Köln) war ein deutscher nationalsozialistischer Journalist und Kommunalpolitiker. Ab 1941 war er Oberbürgermeister von Köln. Sein Bruder war der Rundfunkjournalist Toni Winkelnkemper.

## Leben
Winkelnkemper, Bruder des Intendanten des Reichssenders Köln, Toni Winkelnkemper, studierte nach Ablegung des Abiturs seit dem Sommersemester 1925 Wirtschaftswissenschaften an der Universität Köln und legte 1927 die Prüfung zum Diplomkaufmann ab. Thema der Hausarbeit war: „Die Staatsidee im Rahmen Spenglerscher Geschichtsmorphologie“. Am 27. Februar 1930 legte er das Rigorosum ab und wurde aufgrund seiner Arbeit „Die geschichtsmorphologische Wirtschaftsbetrachtung Oswald Spenglers“ (Erstgutachter: Christian Eckert) zum Dr. rer. pol. promoviert.
Winkelnkemper war seit dem 1. November 1930 Mitglied der NSDAP (Mitgliedsnummer 240.100). Ab dem 1. April 1931 war er Hauptschriftleiter des Kölner NSDAP-Blattes Westdeutscher Beobachter. Zudem war er auch für die Zeitung Völkischer Beobachter tätig. Am 17. Mai 1933 hielt er eine Rede während der Bücherverbrennung in Köln.
Nach der Entlassung von Christian Eckert als Geschäftsführender Vorsitzender des Kölner Universitätskuratoriums gab der Kölner Oberbürgermeister Günter Riesen am 6. Oktober 1933 bekannt, dass ich die Stelle vorläufig nicht zu besetzen beabsichtige. Bis auf weiteres übernehme ich die Stelle selbst. 
Aber schon am 3. November 1933 wurde die kommissarische Ernennung von Winkelnkemper zum Geschäftsführenden Vorsitzenden bekanntgegeben, der am 9. Dezember 1933 die definitive Ernennung und am 19. Dezember die Einführung in das Amt folgte. Dr. W. dankt dem Oberbürgermeister und gibt einen Überblick über den politischen Stand der Universität und ihre nähere Zukunft. Die Universität Köln marschiere jetzt in nationalpolitischer Hinsicht an der Spitze der deutschen Universitäten.
Probleme ergaben sich jedoch aus der am 13. März 1933 erfolgten Beauftragung Winkelnkempers als Staatskommissar des Ministers für Wissenschaft, Erziehung und Volksbildung. Diese Ämterkumulation wurde vom Ministerium wiederholt moniert, weswegen Winkelnkemper am 10. November 1934 wieder vom Amt des kommissarischen Staatskommissars entbunden wurde, an seiner Stelle aber den NSDAP-Gauleiter von Köln/Aachen, Joseph Grohé als Staatskommissar für die Universität Köln vorschlug. Das besser dotierte Amt des Geschäftsführenden Kuratoriumsvorsitzenden behielt er bei. Knapp vier Jahre später wurde der Vertrag zum 30. September 1937 gekündigt; aufgrund des Aktenbefundes war er in seiner Position aufgrund finanzieller Probleme nicht mehr haltbar.

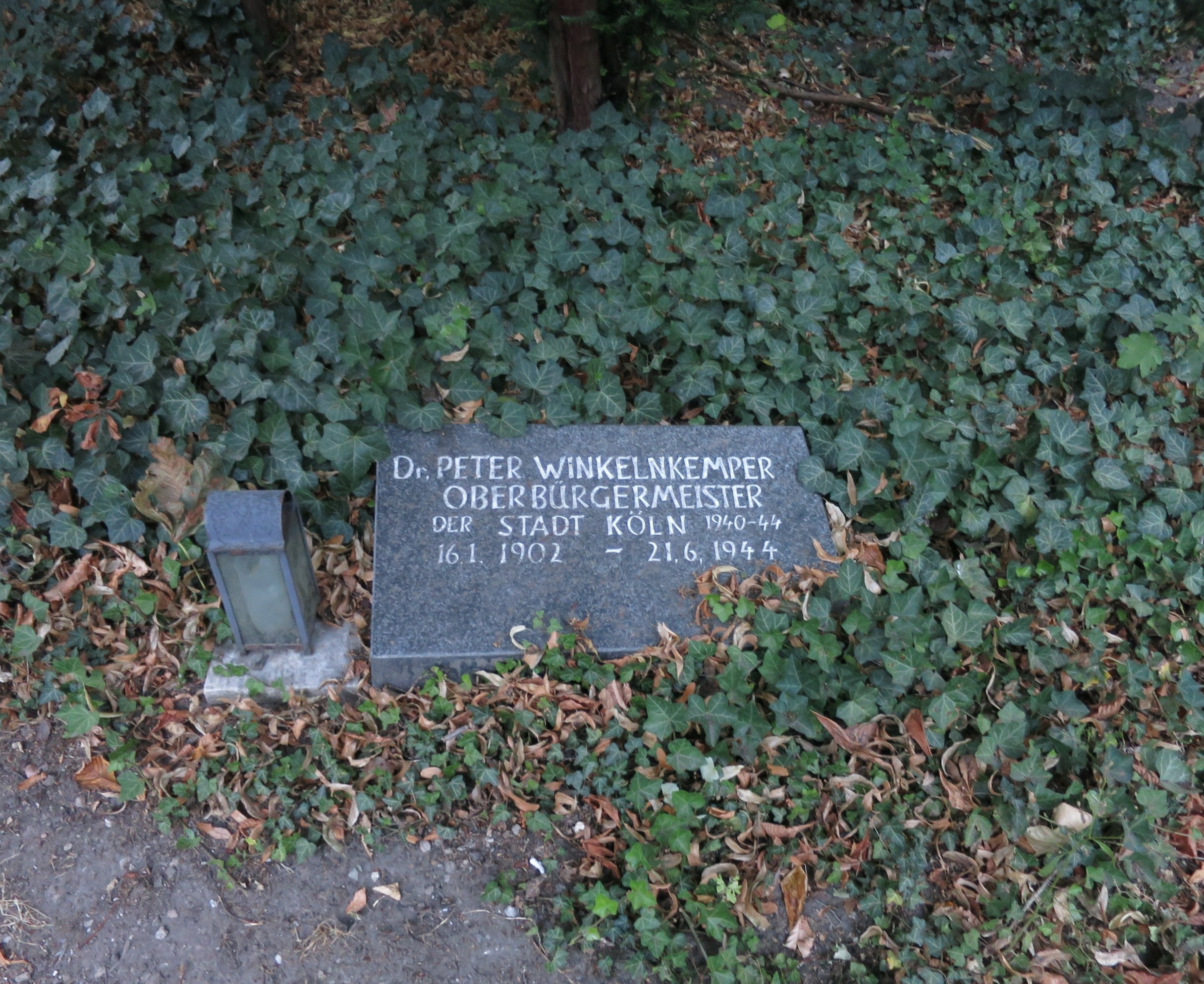
Grab auf dem Friedhof Melaten (Juli 2018)

Als Nachfolger des verstorbenen Karl Georg Schmidt wurde Winkelnkemper am 4. Januar 1941 zum Oberbürgermeister von Köln ernannt. Winkelnkemper starb ebenfalls in dieser Funktion 1944 im Alter von 42 Jahren, angeblich an den Folgen eines Herzschlags. Er wurde auf dem Kölner Friedhof Melaten (MA Nr. 302a, zwischen HWG und Lit. P) beigesetzt. 
Sein Grab war zunächst mit einem schlichten Holzkreuz, auf dem nur Winkelnkemper stand, gekennzeichnet. Gemeinsam mit dem übrigen Friedhof wurde das Grab in den 1980er Jahren vom Stadtkonservator unter Denkmalschutz gestellt. Die Patenschaft für die Unterhaltung des Grabes übernahm 1982 ein Bürger. Nach dem Tod des Paten ersetzte man das verwitterte Kreuz durch einen schlichten Grabstein. Die Grabstelle wurde im Januar 2019 abgeräumt. Der Grabstein kam ins Depot des NS-Dokumentationszentrums und soll als zeitgeschichtliches Exponat dienen.
Nach Ende des Zweiten Weltkrieges wurde Winkelnkempers zusammen mit Ernst Leupold und Hermann Müller verfasste Schrift Das neue Studentenrecht. Ansprachen bei der feierlichen Bekanntgabe des Studentenrechts am 1. Mai 1933 (Müller, Köln 1933) in der Sowjetischen Besatzungszone auf die Liste der auszusondernden Literatur gesetzt.